# Cornelis Bloemaert
Cornelis Bloemaert II (1603 – 28. září 1692) byl nizozemský malíř a rytec.

## Život a dílo
Cornelis Bloemaert se narodil v Utrechtu. Studoval u svého otce Abrahama Bloemera a jeho bratrů Hendricka a Adriaana spolu s dalším otcovým žákem Gerardem van Honthorstem. Přestože studoval malbu, věnoval se především tvorbě grafiky, kterou studoval u Crispijna van de Passeho. Pro jeho rytiny je příznačná bohatost barev a hladkost jejich přechodů. V roce 1630 odcestoval do Paříže, v roce 1633 odešel do Říma. Mezi jeho žáky byli Michel Natalis a Gilles Rousselet. Mezi jeho známější rytiny patří Svatá rodina od Annibale Carracciho, Adorace pastýřů od Pietro da Cortony a Meleager Petera Paula Rubense.
Podle Houbrakena Bloemaert v Římě vytvořil rytiny mnoha italských obrazů. V letech 1664–1677 pracoval s Charlesem de la Haye a dokončil gravírování fresek Pietro da Cortony ve Florencii v Palazzo Pitti. V letech 1659 až 1667 pracoval na rytinách pro italského jezuitského historiografa a spisovatele Daniella Bartoliho, pro jeho monumentální dílo Istoria della Compagnia di Gesu (Řím, 1650–1673), klasické dílo italské literatury, které obsahuje šest svazků s celkovým rozsahem přes 10 000 stran. Protože mezitím jeho otec zemřel, rozhodl se nevracet domů a zůstal v Římě až do své smrti.
Byl členem spolku Bentvueghels s přezdívkou Winter (Zima).

## Galerie

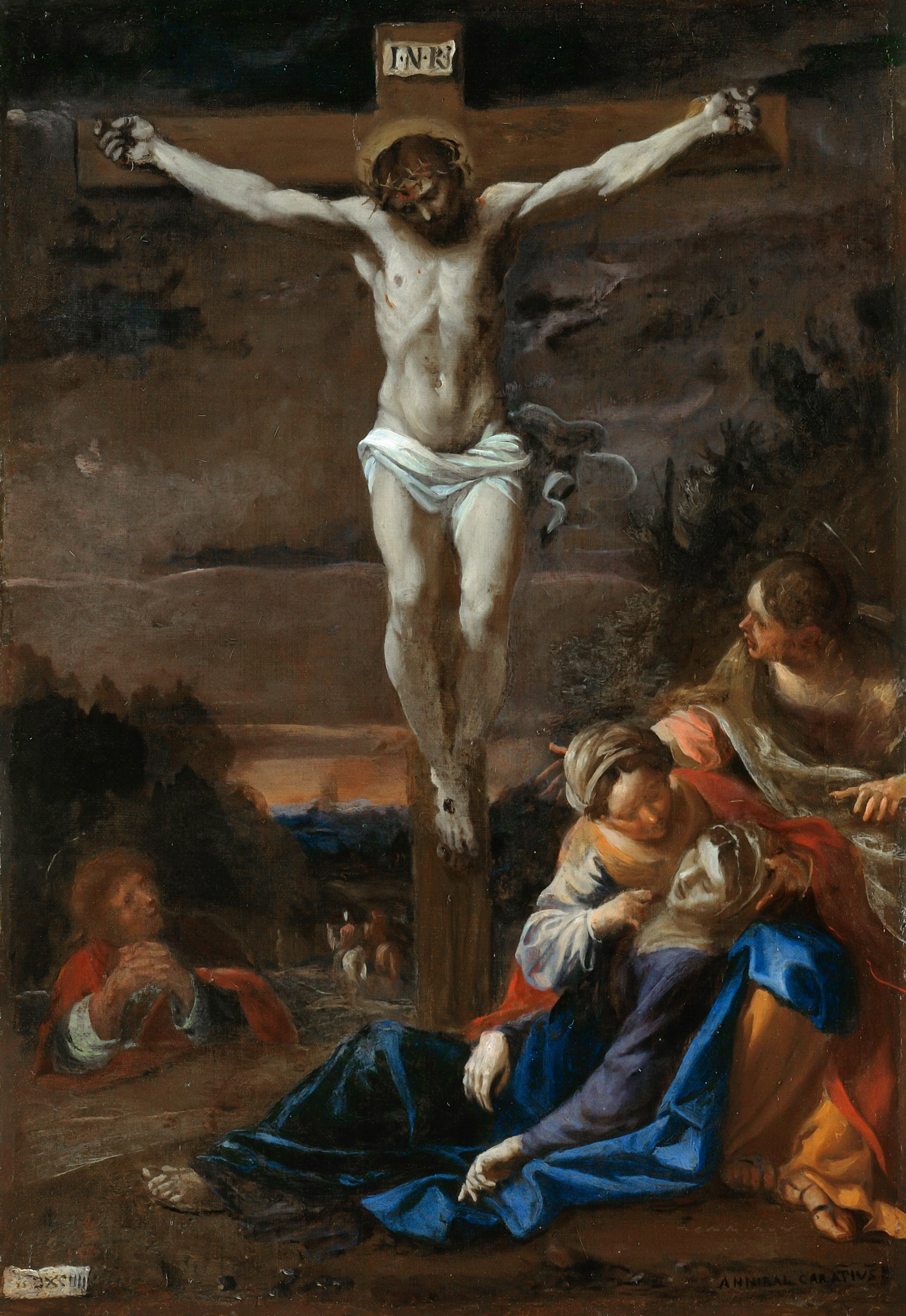
Annibale Carracci, olej na plátně, Crucifixion
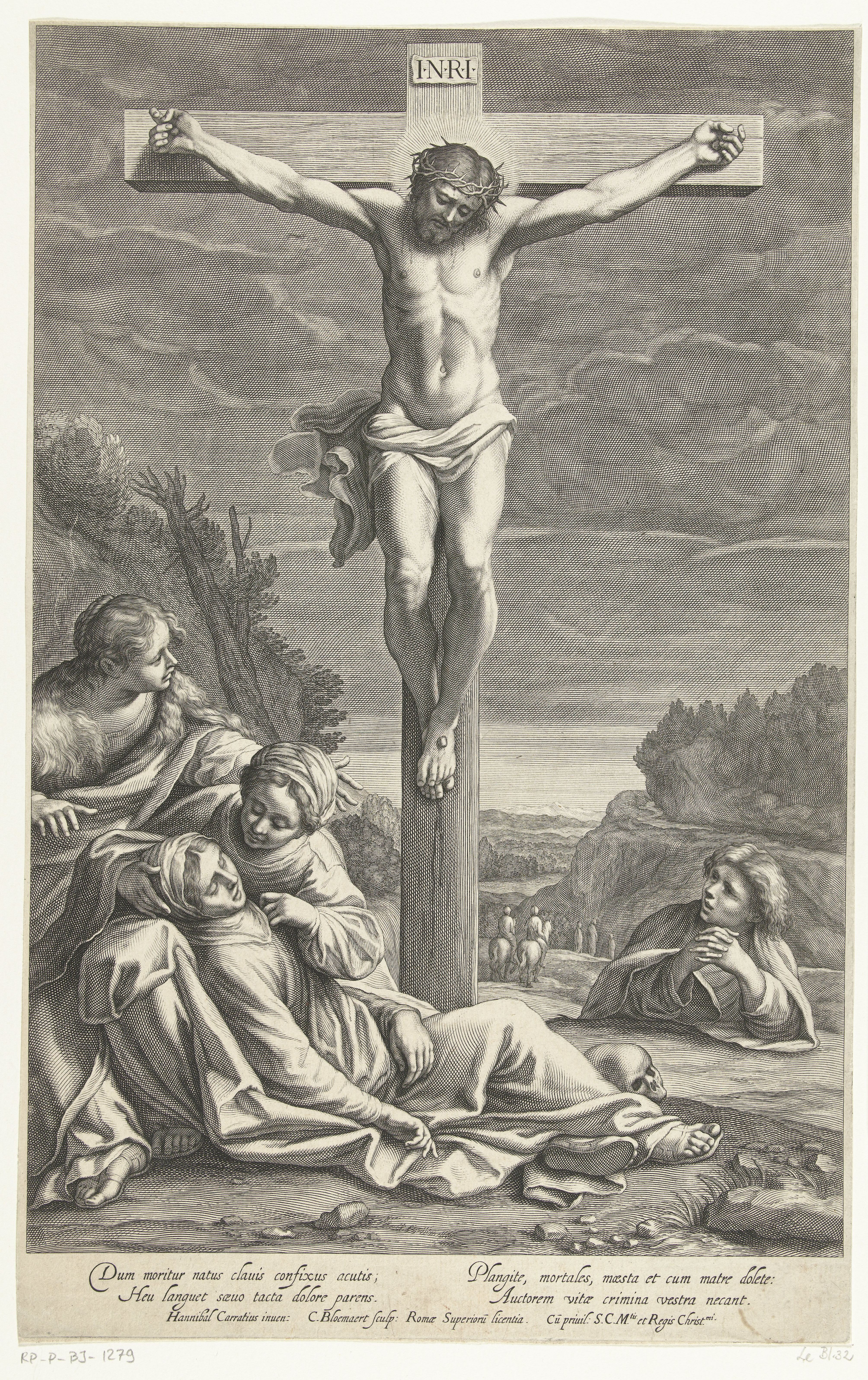
Cornelis Bloemaert,  rytina obrazu Carracciho